# Podmočani
Podmočani (kyrillisch Подмочани) ist ein Dorf in der Gemeinde Resen Südwesten Nordmazedoniens in der Region Pelagonien.

## Geschichte
Nach lokaler Legenden hieß der Ort früher Dabovjani. Auch die Reste einer Ortschaft in der Nähe soll diesen Namen getragen haben.
Bis zu den Balkankriegen von 1912/13 lebte der Großteil der Bevölkerung von der Landwirtschaft, ein Teil jedoch wanderte innerhalb des Osmanischen Reiches nach Konstantinopel und an die Ägäis-Küste aus. Nach dem Ethnographie des Vilayets d’Andrinople, de Monastir et de Salonique hatte Podmočani 1878 61 Haushalte mit ca. 180 männlichen Einwohnern, davon 62 Bulgaren. In den 1890er Jahren soll das Dorf eine Bevölkerung von ca. 500 Einwohnern gehabt haben. Die Bevölkerung nahm am 1903 Ilinden-Preobraschenie-Aufstand teil. Während des Aufstands wurden 14 Einwohner von den osmanisches Armee getötet. Um 1905 stellten die Bulgaren die Mehrheit der ca. 700 Einwohner, auch existierte eine bulgarische Schule. In den Balkankriegen wurde Podmočani von der serbischen Armee eingenommen und dem Serbischen Königreich eingegliedert.

## Töchter und Söhne
- Trajko Kitantschew (1858–1895), bulgarischer Revolutionär, Vorsitzender des Obersten Makedonien-Adrianopeler Komitees
- Eftim Kitantschew (1868–1925), bulgarischer Sportfunktionär, erster Präsident des Bulgarischen Olympischen Komitees
- Panaret Bregalnischki (1878–1944), bulgarischer Geistlicher
- Josche Globotschanski (1880–1926), bulgarischer Revolutionär